# Waikīkī

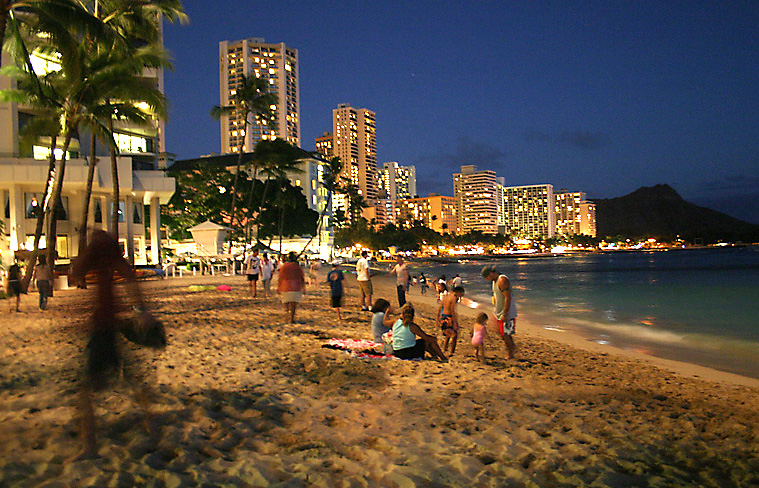
Waikiki Beach

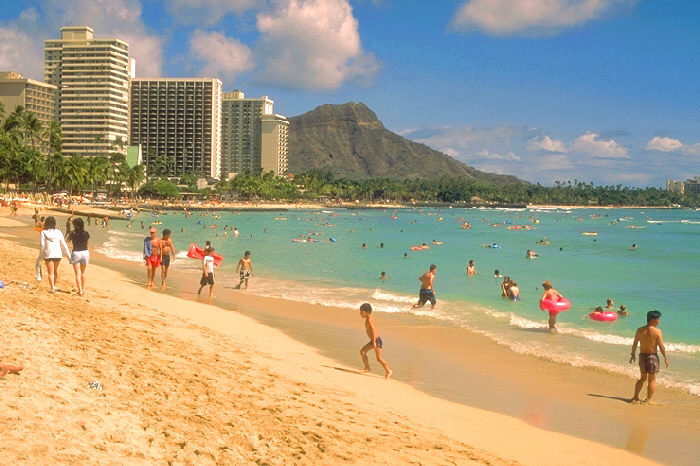
Waikiki Beach, 1999.

Waikīkī (uttalas [waiˈkiːkiː]]) är ett område i Honolulu, Hawaii. Waikiki anses med sin berömda strand, sina lyxhotell, zoo, akvarium och parker vara ett av landets främsta turistområden.